# Epiactis japonica
Epiactis japonica (лат.) — вид морских стрекающих из семейства Actiniidae, напоминающих своей формой цветок.
Тело похоже на усечённый конус. Сжавшись, она становится довольно плоской. Окрас от однотонного до пятнистого. Ширина подошвы 3-10 см, высота 2-5 см. На теле есть неклейкие бугорки, между которыми могут расти молодые особи. На оральном диске от 60 до 200 щупалец в зависимости от размера животного. Щупальца длиной от 1,5 до 2 см, растут в несколько рядов, они однотонной окраски, средние с белыми пятнами на внутренней стороне. Оральный диск с белыми радиальными полосами и ртом щелевидной формы с двумя желобками — сифоноглифами.
Встречается на северо-западном побережье Тихого океана в Южном Приморье, у северных Японских островов, Курильских островов и у Сахалина. Обитает на литорали и в верхней сублиторали (глубина от 0 до 20 м), на камнях и скалах, часто на раковинах моллюсков и водорослях.